# 居仁街道
居仁街道，是中华人民共和国贵州省毕节市纳雍县下辖的一个街道办事处。
2013年5月9日，贵州省人民政府批复同意撤销王家寨镇，设置居仁街道办事处，办事处驻街上社区。
2019年8月8日，将原居仁街道的坝子社区、糯克社区、法那社区、宣慰社区划归宣慰街道。将原居仁街道的和瑞社区、马家营社区、利园社区、蟠龙社区划归利园街道。将原居仁街道的白水河社区、良丰社区、家猫社区划归珙桐街道管辖。

## 行政区划
居仁街道下辖以下地区：
街上社区、碗厂社区、居仁社区、马家营社区、坝子村、大冲村、干坝村、桃园村、家猫村、老窑村、莲花村、路尾村、路咀村、马井村、糯克村、石旮旯村和以物村。
2019年8月8日行政区划调整后，居仁街道辖干坝社区、路嘴社区、路尾社区、老窑社区、街上社区、桃园社区。